# برگی‌پولکان
برگی‌پولکان (نام علمی: Phyllolepida) نام یک راسته از رده پلمه‌پوستان است.